# Светильный газ
Свети́льный газ — общее название для искусственных горючих газов, применяемых (в отличие от топливных газов) для целей освещения путём сжигания в газовых светильниках. В XIX веке под светильным газом понимали, как правило, каменноугольный светильный газ — смесь водорода (50 %), метана (34 %), угарного газа (8 %) и других горючих газов, получаемую при пиролизе каменного угля; каменноугольный газ был изобретён в 1798 году одновременно и независимо Филиппом Леблоном (Париж) и Уильямом Мёрдоком (Англия). 

## Использование
Каменноугольный газ в качестве светильного в Германии был применён немецким химиком Фридрихом Аккумом. Он применялся для освещения в газовых фонарях (а также в качестве топлива; в частности, каменноугольный газ был первым топливом, применённым в двигателе внутреннего сгорания Жана Этьена Ленуара). 
Начиная с первой трети XIX в. вплоть до начала 1930-х гг. каменноугольный газ активно использовался для уличного освещения российских городов. В Санкт-Петербурге производством, хранением и распространением светильного газа занимались Общество столичного освещения, Общество освещения газом Санкт-Петербурга и ряд других компаний.
В США для освещения применяли карбюрированный водяной газ, в Европе использовали также смесь из каменноугольного и водяного газов (10—25 %). В Германии многие города для освещения применяли ацетилен, нефтяной и воздушный (генераторный) газы. Тем не менее, важнейшим газом для освещения в XIX веке был именно каменноугольный газ.
В качестве светильного газа с 1903 года использовался также блаугаз — сжиженная газовая смесь, названная по имени изобретателя, немецкого инженера-химика Г. Блау, и не содержащая ядовитой окиси углерода, в отличие от каменноугольного светильного газа.